# Flathead Lake
Earthquake Lake – jezioro w USA, w stanie Montana.
Earthquake Lake ma brzegi urozmaicone. Na jeziorze występuje duża liczba wysp.